# Viola Reggio Calabria 1984-1985
Questa voce raccoglie le informazioni riguardanti la Cestistica Piero Viola nelle competizioni ufficiali della stagione 1984-1985.

## Stagione
La Stagione 1984-1985 vede la Viola segna la prima storica promozione in Serie A1 massimo livello del campionato italiano di pallacanestro e diventando la prima squadra della città di Reggio Calabria a competere ai massimi livelli di una manifestazione nazionale. 

## Maglie
Le maglie della squadra presentano al centro della parte frontale la scritta VIOLA in sostituzione dello sponsor principale Banca Popolare. La divisa di casa ha come colore principale il bianco con richiami nei bordi in arancione. La divisa di trasfera presenta come colore principale il nero con richiami nei bordi in arancione. 

## Roster
Rosa della Viola Reggio Calabria per la stagione 1984-1985 di Serie A2.
| Nome                      | Nazionalità                                | Ruolo             | Nascita |
| ------------------------- | ------------------------------------------ | ----------------- | ------- |
| Nicola Zaghi              | Italia (bandiera)                          | playmaker-guardia | 1967    |
| C.J. Kupec                | Stati Uniti (bandiera)                     | ala-centro        | 1953    |
| Donato Avenia             | Italia (bandiera)                          | ala               | 1966    |
| Massimo Bianchi           | Italia (bandiera)                          | playmaker         | 1955    |
| Mark Campanaro            | Stati Uniti (bandiera) · Italia (bandiera) | guardia           | 1954    |
| Lucio Laganà              | Italia (bandiera)                          | guardia           | 1963    |
| Giovanni Livornese        | Italia (bandiera)                          | -                 | 1966    |
| Mario Porto               | Italia (bandiera)                          | centro            | 1959    |
| Sergio Mastroianni        | Italia (bandiera)                          | playmaker         | 1965    |
| Vincenzo Salamon          | Italia (bandiera)                          | -                 | 1967    |
| Mario Simeoli             | Italia (bandiera)                          | centro            | 1957    |
| Giovanni Spataro          | Italia (bandiera)                          | centro            | 1966    |
| Kim Hughes                | Stati Uniti (bandiera)                     | centro            | 1952    |
| All: Gianfranco Benvenuti | Italia (bandiera)                          | -                 | 1932    |

## Risultati

### Serie A2
La Cestistica Piero Viola concluderà la stagione regolare al 1ºposto ottenendo su 30 gare giocate 20 vittorie e 10 sconfitte e una differenza canestri di +206. Segnando per la società la prima storica promozione in Serie A1.

### Play-off
La viola avendo vinto la Stagione Regolare in  Serie A2 si è qualificata ai play-off scudetto di Serie A1 disputando gli ottavi di finale contro la VL Pesaro e perdendo la serie per 0-2
 Ottavi play-off 
| Pesaro Gara 1 | VL Pesaro | 112 – 89 | Cestistica Piero Viola |  |

| Reggio Calabria Gara 2 | Cestistica Piero Viola | 87 – 98 | VL Pesaro |  |

## Coppa Italia
L'edizione di quest'anno vede la Viola essere inserita nel Girone 6 di Coppa Italia con altre 3 formazioni: Pallacanestro Brindisi, Napoli Basket e Montesacro Roma. La squadra concluderà la fase a gironi al terzo posto ed uscendo in questo modo dalla competizione.
Classifica Girone 6
| Pos. | Squadra                | PT | G | V | P | PF  | PS  | Dif |
| ---- | ---------------------- | -- | - | - | - | --- | --- | --- |
| 1.   | Pallacanestro Brindisi | 8  | 6 | 4 | 2 | 566 | 543 | 23  |
| 2.   | Napoli Basket          | 8  | 6 | 4 | 2 | 563 | 537 | 26  |
| 3.   | Cestistica Piero Viola | 6  | 6 | 3 | 3 | 448 | 525 | -77 |
| 4.   | Montesacro Roma        | 2  | 6 | 1 | 5 | 525 | 569 | -44 |

 Partite di Coppa Italia 
| Napoli 9 settembre 1984 Gara 1 | Napoli Basket | 104 – 99 | Cestistica Piero Viola |  |

| Brindisi 16 settembre 1984 Gara 2 | Pallacanestro Brindisi | 86 – 78 | Cestistica Piero Viola |  |

| Reggio Calabria 19 settembre 1984 Gara 3 | Cestistica Piero Viola | 75 – 90 | Napoli Basket |  |

| Reggio Calabria 23 settembre 1984 Gara 4 | Cestistica Piero Viola | 93 – 84 | Pallacanestro Brindisi |  |

| Reggio Calabria 3 ottobre 1984 Gara 5 | Cestistica Piero Viola | 95 – 93 | Montesacro Roma |  |

| Reggio Calabria 10 ottobre 1984 Gara 6 | Montesacro Roma | 71 – 86 | Cestistica Piero Viola |  |